# Betoideae
Die Betoideae sind eine Unterfamilie in der Familie der Fuchsschwanzgewächse (Amaranthaceae). Früher wurden sie zur Familie der Gänsefußgewächse (Chenopodiaceae) gestellt, diese sind inzwischen in den Fuchsschwanzgewächsen enthalten.

## Merkmale
Zu den Betoideae gehören ein-, zweijährige oder ausdauernde krautige Pflanzen, mehrjährige Kletterpflanzen (Hablitzia tamnoides) und Halbsträucher. Die Blüten besitzen meist fünf Blütenhüllblätter (Aphanisma nur drei) und fünf Staubblätter (Aphanisma nur eins). Die Früchte der Betoideae sind Kapselfrüchte, die sich mit einem Deckel öffnen.
Die Unterfamilie wird in zwei Tribus aufgeteilt: Bei den Beteae ist die Blütenhülle zur Fruchtzeit an der Basis holzig, und die Staubblätter entspringen am Grunde einer fleischigen Wölbung. Bei den Hablitzieae bleibt die Blütenhülle zur Fruchtzeit dagegen häutig, und die Staubblätter sind an der Basis in einem häutigen Ring vereint.

## Verbreitung und Standort
Die meisten Gattungen der Betoideae sind in West- und Südeuropa, im Mittelmeergebiet und bis Südwestasien verbreitet; außerhalb des Hauptverbreitungsgebietes kommt nur die Gattung Aphanisma an den Küsten Kaliforniens vor.
Die einzelnen Arten sind an unterschiedliche ökologische Standorte angepasst. Mehrere gedeihen an Küsten und vertragen salzige Böden,  einige sind Gebirgspflanzen und wachsen auf Fels, eine Art wächst in Laubwäldern (Hablitzia tamnoides).

## Systematik

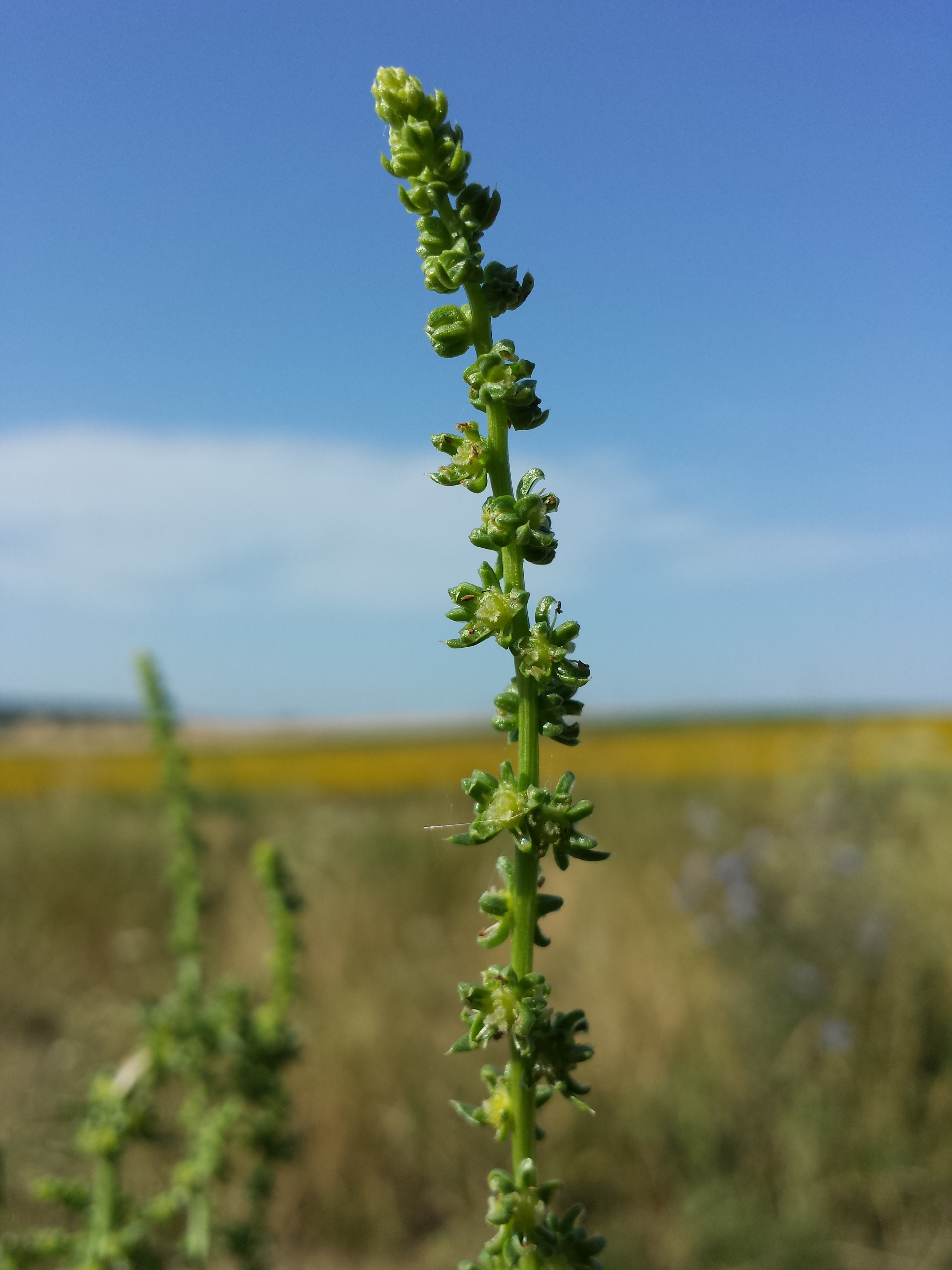
Rübe (Beta vulgaris), blühend

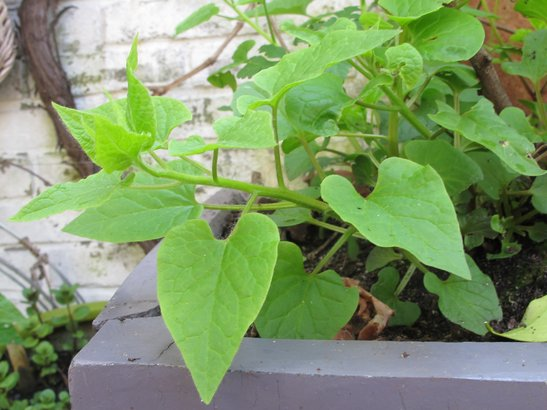
Hablitzia tamnoides

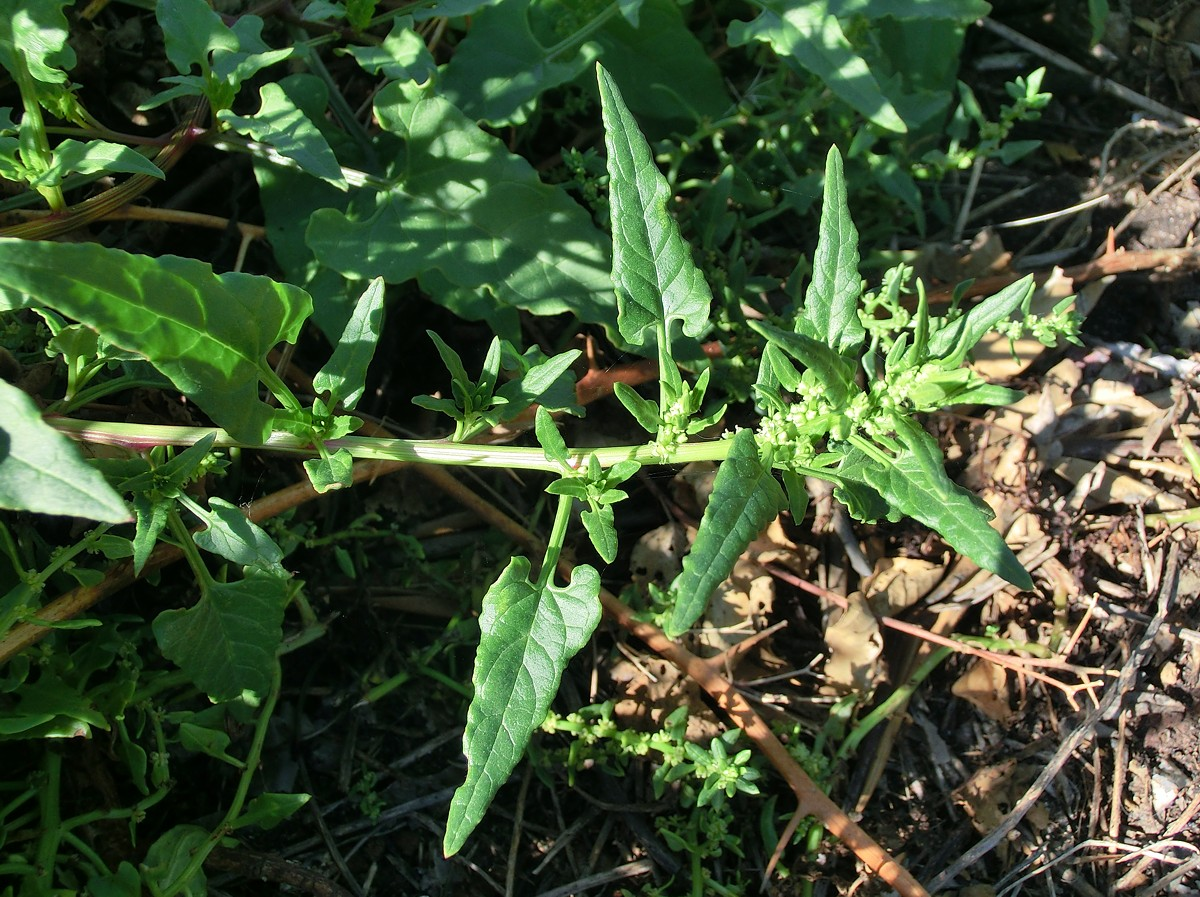
Patellifolia procumbens

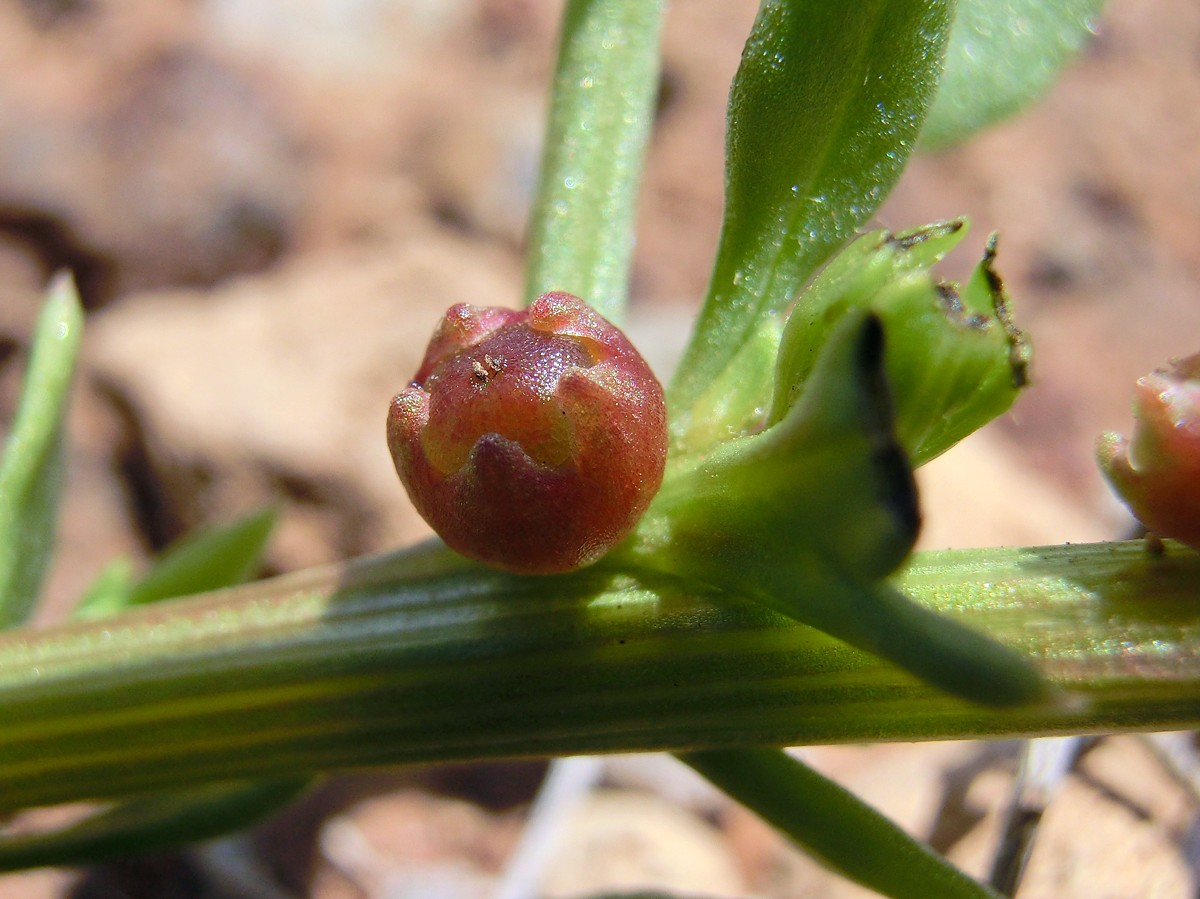
Junge Frucht von Patellifolia patellaris

Oskar Eberhard Ulbrich stellte 1934 die Unterfamilie Betoideae innerhalb der Familie Gänsefußgewächse (Chenopodiaceae) auf. Er gliederte die Sippe weiter in die Tribus Hablitzieae und die Tribus Beteae mit der einzigen Gattung Beta. Diese Einteilung wird durch phylogenetische Untersuchungen von Kadereit et al. (2006) im Wesentlichen bestätigt. Untersuchungen von Romeira et al. (2016) ließen dagegen nur eine Tribus erkennen.
Die Unterfamilie Betoideae wird entweder in die erweiterte Familie der Fuchsschwanzgewächse gestellt (Amaranthaceae sensu lato, inklusive Chenopodiaceae), oder den Gänsefußgewächsen (im verkleinerten Umfang, Chenopodiaceae sensu stricto) zugeordnet, Nachdem 2015 die Unterfamilie Polycnemoideae ausgeschlossen wurde, bilden die anderen Unterfamilien der Chenopodiaceae eine monophyletische, von den Amaranthaceae s. str. deutlich abgesetzte Gruppe. Daher werden die Chenopodiaceae s.str. auch aus Gründen der taxonomischen Stabilität in zahlreichen wissenschaftlichen Publikationen akzeptiert.
Die Betoideae enthalten fünf Gattungen mit 13 bis 20 Arten.
- Tribus Beteae Moq.:
  - Rüben (Beta L.): Mit etwa acht Arten in Westeuropa, im Mittelmeergebiet und in Vorderasien. Es sind ausdauernde und einjährige Pflanzen. Mit wichtigen Nutzpflanzen, zum Beispiel: Zuckerrübe, Mangold, Rote Rübe und Futterrübe
- Tribus Hablitzieae Ulbr.:
  - Aphanisma Nutt. ex Moq.: Mit der einzigen Art:
    - Aphanisma blitoides Nutt. ex Moq.: Diese einjährige Pflanze ist an Stränden in Kalifornien beheimatet.

  - Hablitzia M.Bieb.: Mit der einzigen Art:
    - Hablitzia tamnoides M.Bieb.: Dieser ausdauernde Spreizklimmer ist in Laubwäldern der Kaukasus-Region beheimatet.

  - Oreobliton Durieu: Mit der einzigen Art:
    - Oreobliton thesioides Durieu & Moq.: Dieser Halbstrauch ist in Nordafrika beheimatet und wächst auf Kalkfelsen im Atlasgebirge.

  - Patellifolia A.J.Scott & al. (Syn. Beta sect. Procumbentes Moq.) wurde als eigene Gattung bestätigt.[1][3]  Es sind ausdauernde, niederliegende Pflanzen. Mit drei Arten, in küstennaher Vegetation in Südwesteuropa und auf den Kanarischen Inseln:
    - Patellifolia patellaris (Moq.) A.J. Scott & al. (Syn. Beta patellaris Moq.): auf den Kanarischen Inseln und im westlichen Mittelmeergebiet (Spanien, Balearen, Sizilien, Marokko)
    - Patellifolia procumbens (Chr. Sm.) A.J. Scott & al. (Syn. Beta procumbentes Chr. Sm.): auf den Kanarischen Inseln
    - Patellifolia webbiana (Moq.) A.J. Scott & al. (Syn. Beta webbiana Moq.):  auf den Kanarischen Inseln
- Zuordnung zu den Betoideae nicht sicher: Ihre Früchte sind zwar ebenfalls Deckelkapseln, aber molekulargenetisch gehören sie eventuell in eine eigene Unterfamilie:[7] Möglicherweise sind sie näher mit den Corispermoideae verwandt.[3]
  - Acroglochin Schrad. ex Schult.: Mit der einzigen Art
    - Acroglochin persicarioides (Poiret) Moq.: Sie kommt von Indien, Kaschmir, Pakistan, Nepal, Bhutan bis China vor.

## Phylogenetik
Die Unterfamilie Betoideae bildet, nach Ausschluss der Gattung Acroglochin, ein monophyletisches Taxon. Die Unterfamilie scheint relativ alt zu sein, sie entstand wohl schon im Vereisungsmaximum des Frühen Oligozän, vor geschätzt 48,6 bis 35,4 Millionen Jahren. Die verschiedenen Abstammungslinien bildeten sich schon früh heraus, vor etwa 32,5 Millionen Jahren. Die heutigen kleinen Gattungen mit ihren begrenzten Verbreitungsgebieten in entfernten Regionen sind vermutlich entstanden, indem sich zunächst zahlreiche geografisch isolierte Sippen bildeten, von denen später viele ausstarben.
Die geografisch heute weit entfernte Gattung Aphanisma in Kalifornien ist am nächsten mit Oreobliton in Nordafrika verwandt. Beide werden als Reliktpflanzen eines über Beringia verbreiteten gemeinsamen Vorfahren angesehen, das Alter der Disjunktion wird auf 15,4 bis 9,2 Millionen Jahre geschätzt.
Die Abgrenzung zwischen Beta und Patellifolia dürfte bereits im Späten Oligozän stattgefunden haben. Diese beiden Abstammungslinien vertragen Trockenheit und salzigen Boden, so dass sie auch extrem trockene Zeitalter überleben konnten, die zum Aussterben von empfindlicheren Vertretern der Unterfamilie führten.

## Nutzung
Die Rübe (Beta vulgaris L. subsp. vulgaris) ist wirtschaftlich äußerst bedeutend als Zucker liefernde Pflanze (Zuckerrübe), und bedeutend als Gemüsepflanze (Mangold, Rote Bete) und als Futterpflanze (Futterrübe). Außerdem findet diese Art als Heilpflanze, Zierpflanze, Farbstoffe liefernde Pflanze und als nachwachsender Rohstoff Verwendung. Sie ist die wirtschaftlich wichtigste Nutzpflanze innerhalb der Ordnung Caryophyllales. Daher kommt ihren näheren Verwandten unter den Betoideae, insbesondere den Gattungen Beta und Patellifolia, eine große Bedeutung als Crop wild relative (CWR) zu.